# Huangditempel van Datong
Huangditempel van Datong is een daoïstische tempel in Datong, Taipei, Republiek China (Taiwan). De tempel is gewijd aan Huangdi, de mythische voorouder van de Chinezen. De tempel werd in 1969 gebouwd in een oude Chinese stijl, waardoor het gebouw veel ouder lijkt dan het is. De tempel wordt door een financiële organisatie beheerd. Jaarlijks worden grote offeringsceremonies gehouden op de 3e dag van de derde maand en de 9e dag van de negende maand in de Chinese kalender.